# Анджелкович, Синиша
Синиша Анджелкович (словен. Siniša Anđelković; 13 февраля 1986, Крань, СФРЮ) — словенский футболист, игравший на позиции защитника. Выступал в национальной сборной Словении.

## Карьера

### Клубная
Синиша Анджелкович — воспитанник клуба «Триглав». Оттуда он перешёл в «Драву», где дебютировал 19 июля 2008 года в матче с «Нафтой». В том же сезоне, 9 мая 2009 года, Синиша забил первый гол за клуб, поразив ворота «Копера». Всего в сезоне 2008/09 провёл 36 матчей чемпионата и Кубка Словении по футболу, в сезоне 2009/10 — 22 встречи. В последнем матче за «Драву» Анджелкович играл против сопернического клуба из своего дебюта — «Нафты».
Зимой Анджелкович перешёл в «Марибор», дебютировав в новом клубе 27 февраля 2009 года в матче с «Домжале». Всего за «Марибор» Синиша провёл оставшийся 21 матч в чемпионате (кроме последнего тура) и 5 встреч в Кубке страны. В том же сезоне, 27 марта, защитник забил мяч за клуб, поразив ворота «Горицы». В сезоне 2010/11 Синиша дебютировал в Лиге Европы во встрече с венгерским «Видеотоном».
9 декабря 2010 года Анджелкович перешёл в клуб «Палермо», подписав контракт на 4,5 года с заработной платой в 250 тыс. евро за сезон. 12 января 2011 года дебютировал в Кубке Италии в матче с «Кьево», а 4 дня спустя — в серии А во встрече с «Кальяри».
16 августа 2011 года Синиша перешёл на правах аренды в клуб «Асколи». В следующем году он переходит на правах аренды в другой клуб — «Модена».
9 января 2019 года присоединился к клубу «Падова» по контракту на 1,5 года.

### В сборной
Анджелкович дебютировал за сборную Словении 9 февраля 2011 года: он вышел на замену в конце второго тайма товарищеской встречи с албанцами. 25 марта того же года в матче с Италией, который проводился в рамках отборочного этапа Евро-2012 словенский футболист на 70-й минуте заменил травмированного Мишо Бречко.